# Joseph Hickel

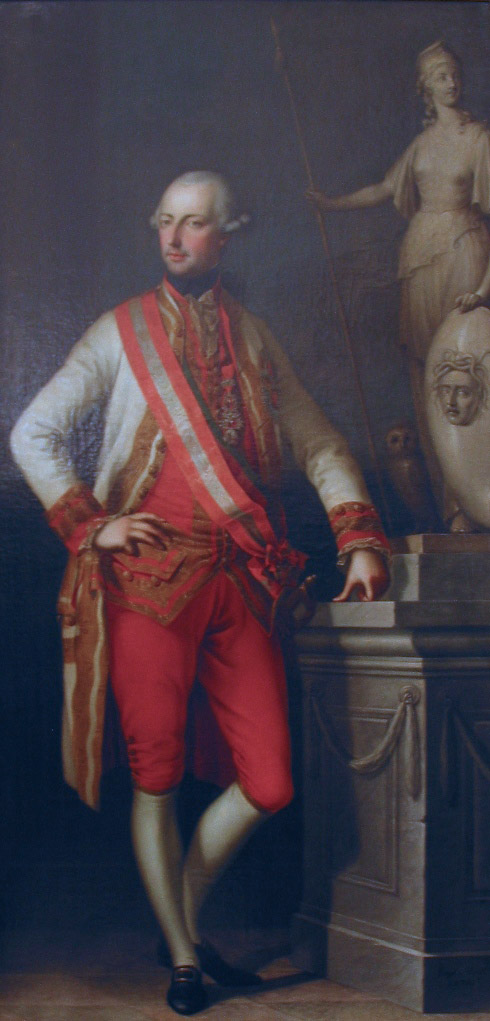
Porträt Kaiser Joseph II.

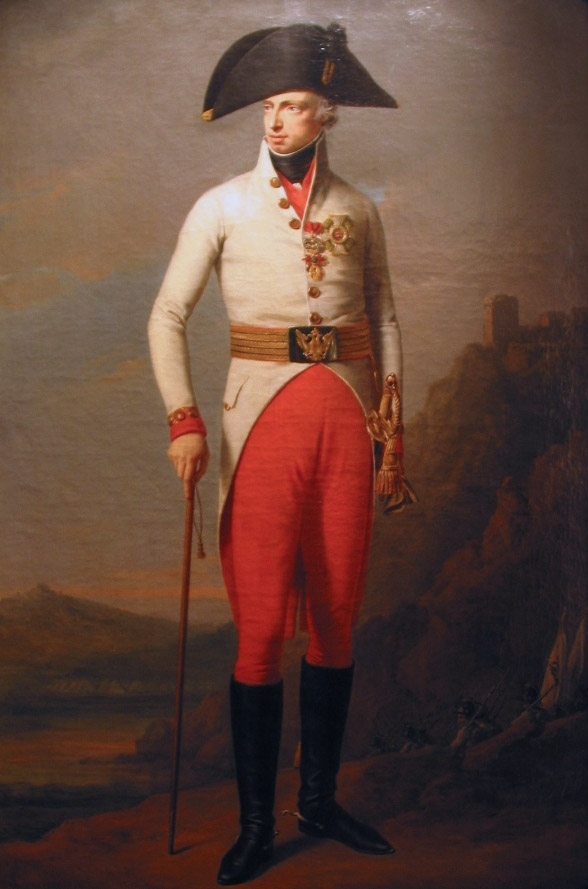
Porträt Erzherzog Karl

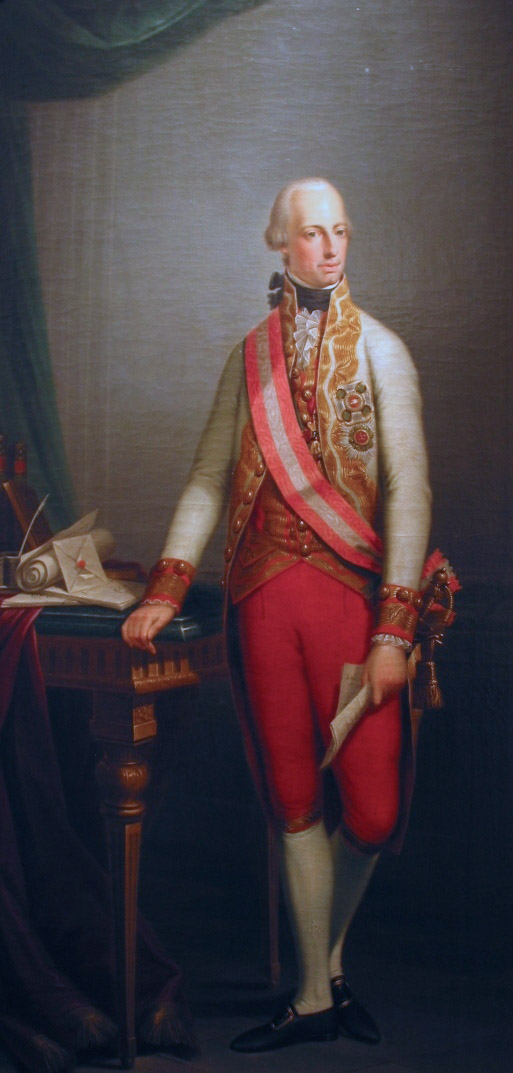
Porträt Kaiser Franz II.

Joseph Hickel (* 19. März 1736 in Böhmisch-Leipa; † 28. März 1807 in Wien) war ein österreichischer Porträtmaler.

## Leben und Werk
Hickel war zunächst Schüler seines Vaters, eines dem Vornamen nach und auch sonst unbekannt gebliebenen Malers aus Böhmisch-Leipa, der aber wohl mit jenem 1766 in den Listen der Wiener Akademie geführten „Franz Hickels, Maler von der Böhmisch-Leipa“ identisch ist. Hickel malte bereits im Alter von 15 Jahren ein Altarblatt für die Stadtkirche von Hirschberg in Böhmen. Er hatte einen jüngeren Bruder Anton Hickel (1745–1798), der ebenfalls Maler wurde und zeitweise sein Schüler war.
1756 übersiedelte er zur weiteren Ausbildung nach Wien und studierte an der Wiener Akademie, wo er sich besonders in die Porträtmalerei vertiefte. So zog er die Aufmerksamkeit der Kaiserin Maria Theresia auf sich, die ihn auf eigene Kosten auf Studienreisen nach Italien sandte, wo er in Mailand, Parma und Florenz zahlreiche Porträts hoher Persönlichkeiten im Auftrag seiner Gönnerin malte. Bei ebendieser gelang es jedoch Neidern, ihn zu verleumden, so dass Hickel über mehrere Jahre vom Wiener Hof verbannt wurde. Diese Jahre nutzte Hickel, um sich weiter in der Kunst der Porträtmalerei zu vertiefen und so ernannte ihn 1769 die Florentiner Akademie zu ihrem Mitglied.
Nach seiner Rückkehr nach Wien erhielt er den Auftrag, ein Porträt Kaisers Joseph II. zu malen. Diese Aufgabe dürfte beim kaiserlichen Auftraggeber höchste Zufriedenheit bewirkt haben, so wurde Hickel 1771 zum kaiserlich-königlichen Kammermaler ernannt. 1778 bewarb er sich jedoch vergeblich um den Posten des Direktors der Wiener Akademie. In Fortsetzung seiner Tätigkeit als Hofmaler Josephs II. prägte er fortan mit seinem Stil das Porträtbildnis dieses Kaisers. Er übernahm die einmal gefundene Kopfhaltung nach halblinks, mit markant modellierten Gesichtszügen und auf dem Betrachter ruhenden Augen für alle seine Werke, ob Brustbild oder Ganzfigur mit wechselnder Bein- und Armhaltung. Dieser Darstellungstypus wurde nicht nur zu Hickels eigenem Markenzeichen, sondern allein die Kopfhaltung wurde dadurch zum Chiffre des Kaiserbildes Josephs II.
Hickel war außerordentlich produktiv und hinterließ der Nachwelt über 3.000 Gemälde, von denen viele wiederum in Kupferstichen übernommen wurden. Kaiser Joseph II. porträtierte er mindestens fünfmal, eines dieser Bildnisse befindet sich heute im Heeresgeschichtlichen Museum in Wien. Der zeitgenössische Kunsthistoriker Gottfried Johannes Dlabacz urteilte über Hickel: „Sein Pinsel war bei einer ungemeinen Geschwindigkeit kraftvoll und energisch, sein Kolorit lebhaft und stark; seine Bilder alle bis zur höchsten Täuschung treffend; seine Porträts drücken meistens Handlungen aus, die den dadurch vorgestellten Personen ganz eigen sind.“
Die meisten Gemälde Joseph Hickels befinden sich heute im Privatbesitz, eher wenige in staatlichen Institutionen wie etwa in Wien, Potsdam, Florenz, Stockholm und Liechtenstein.

## Werke (Auszug)
- Porträt Maria Theresia als Kaiserin-Witwe. Öl auf Leinwand, nach 1765, 225 × 114 cm, Heeresgeschichtliches Museum, Wien.
- Porträt Kaiser Joseph II. Öl auf Leinwand, 1776, 218 × 107 cm, Heeresgeschichtliches Museum, Wien.
- Porträt Kaiser Franz II. Öl auf Leinwand, um 1800, 217 × 106 cm, Heeresgeschichtliches Museum, Wien.
- Porträt Erzherzog Karl. Öl auf Leinwand, um 1800, 214 × 125 cm, Heeresgeschichtliches Museum, Wien.
- Porträt Erzherzogin Maria Klementine, 1796, Öl auf Leinwand, Palast von Caserta, Caserta
- Porträt Johanna Sacco als Medea, 1786, Öl auf Leinwand, Burgtheater, Wien